# Arthur Brauss
Arthur Brauss est un acteur allemand né le 24 juin 1936 à Augsbourg.

## Filmographie partielle
- 1963 : Le Train de Berlin est arrêté (Verspätung in Marienborn) de Rolf Hädrich (de)
- 1964 : Le Train (The Train) de John Frankenheimer : Dietrich
- 1965 : L'Express du colonel Von Ryan (Von Ryan's Express) de Mark Robson
- 1969 : Feux croisés sur Broadway (Todesschüsse am Broadway) de Harald Reinl
- 1969 : Les Sept Bérets rouges (Sette baschi rossi) de Mario Siciliano : sergent Kimber
- 1970 : Mädchen mit Gewalt de Roger Fritz
- 1971 : Dollars de Richard Brooks
- 1972 : L'Angoisse du gardien de but au moment du penalty (Die Angst des Tormanns beim Elfmeter) de Wim Wenders
- 1976 : The Swiss Conspiracy de Jack Arnold
- 1977 : Croix de fer (Cross of Iron) de Sam Peckinpah
- 1979 : Avalanche Express de Mark Robson
- 1980 : Un flic rebelle (Poliziotto solitudine e rabbia) de Stelvio Massi
- 1981 : À nous la victoire (Escape to Victory) de John Huston
- 1982 : Les Nouvelles Brigades du Tigre de Victor Vicas, épisode Le vampires des Carpates de Victor Vicas
- 1987 : Ishtar d'Elaine May
- 1988 : Itinéraire d'un enfant gâté de Claude Lelouch
- 1992 : Face à face (Knight Moves) de Carl Schenkel
- 2000 : Contamination (The Contaminated Man) de Anthony Hickox
- 2011 : Le Train de 8h28 (8 Uhr 28) de Christian Alvart (TV)